# Zonoplusia cornucopiae
Zonoplusia cornucopiae är en fjärilsart som beskrevs av Pieter Cornelius Tobias Snellen 1880. Zonoplusia cornucopiae ingår i släktet Zonoplusia och familjen nattflyn. Inga underarter finns listade i Catalogue of Life.